# 京都市立栗陵中学校
京都市立栗陵中学校（きょうとしりつ りつりょうちゅうがっこう）は、京都府京都市伏見区醍醐池田町にある公立中学校。

## 沿革
- 1973年（昭和48年）4月1日 - 京都市立醍醐中学校池田分校として開校。
- 1974年（昭和49年）4月1日 - 醍醐中学校池田分校から独立し、京都市立栗陵中学校と改名[1]。

## 通学区域が隣接している学校
- 京都市立醍醐中学校
- 京都市立春日丘中学校
- 京都市立栄桜小中学校
- 京都市立勧修中学校